# Eugenio Cais di Pierlas
Eugenio Cais, conte di Pierlas (Nizza, 15 ottobre 1842 – Torino, 10 aprile 1900), è stato uno storico italiano specialista in medievalistica della Contea di Nizza.

## Biografia

Targa commemorativa 1896 con iscrizione ed archiviazione

Eugenio Cais, primogenito dei sei figli nati da Cesare e Onoria Serafina dei marchesi d'Espagnet de Villeneuve-Moris, nacque a Nizza ma, dopo la sua annessione alla Francia nel 1860, si trasferì a Torino rifiutando la sovranità francese come molte altre famiglie di nizzardi; e dove, nel 1869, si sposò con Giuseppina Gromo Richelmy dei conti di Ternengo-Thaon di Revel da cui ebbe quattro figli.
Inizialmente pittore e diplomatico, molto presto si dedicò completamente alla ricerca storico-medioevale di Nizza e la sua contea, ed alla storia genealogica delle famiglie provenzali, nizzarde e del patriziato subalpino piemontese; contribuendo con il suo lavoro a una migliore conoscenza della storia nizzarda e subalpina.
Nel 1892, a capo di un Comitato Generale Italiano di irredentisti nizzardi espatriati, organizzò, insieme all'amico Giuseppe Bres e altri famosi irredentisti, una contro manifestazione alla celebrazione francese dell'annessione armata di Nizza avvenuta nel 1793. La contro manifestazione, con targa commemorativa ed iscrizione, non venne approvata dall'allora ministro, per paura di arrecare dispiacere alla Francia.
Fu membro della Consulta araldica piemontese e socio effettivo della Regia deputazione di storia patria di Torino.

## Opere
(parziale)

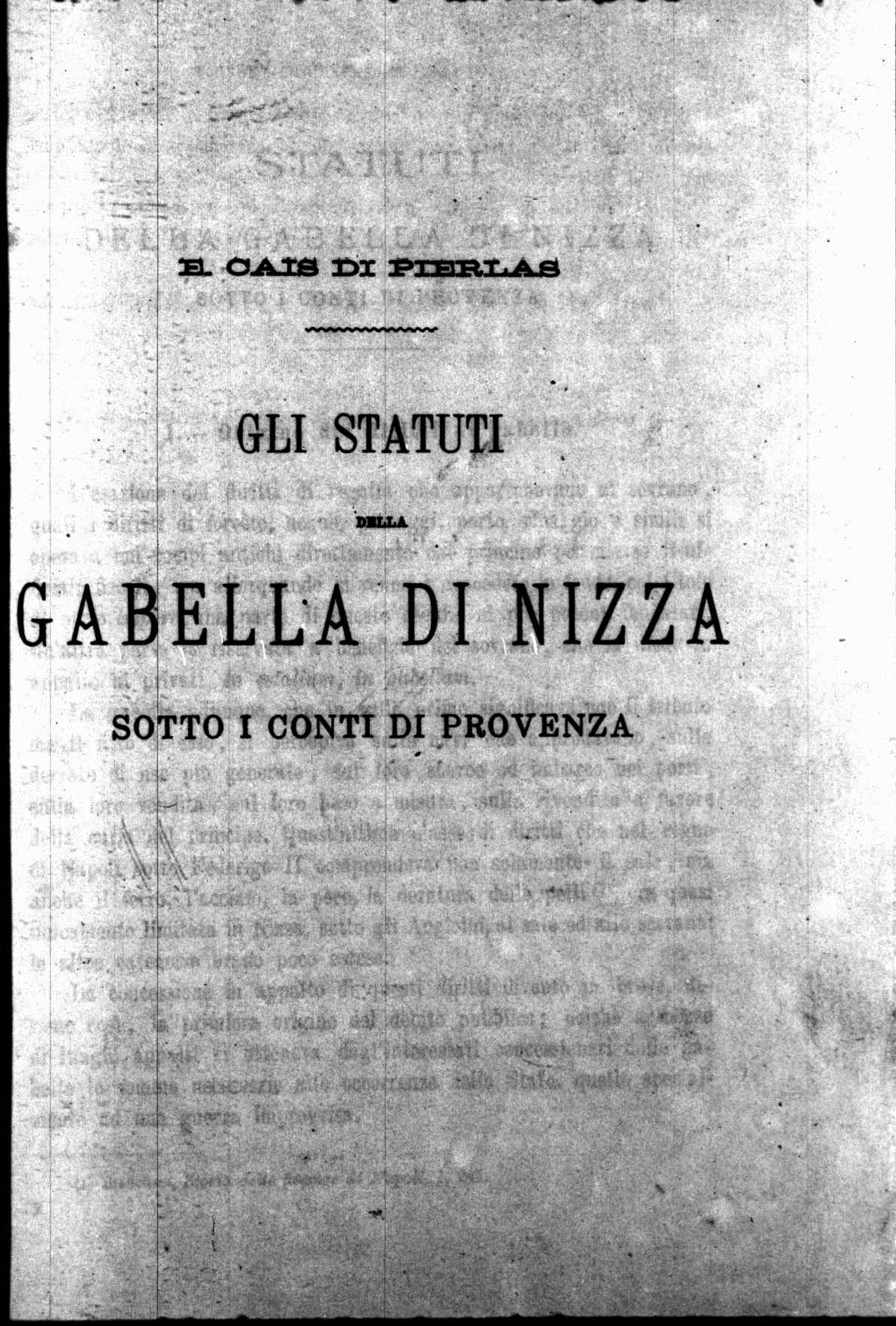
Gli statuti della gabella di Nizza sotto i conti di Provenza, 1894

- I conti di Ventimiglia, il priorato di S. Michele ed il Principato di Seborga: memoria documentata, in Miscellanea di storia italiana, XXIII (1884), pp. 1–150
- (FR)  Documents inédits sur les Grimaldi et Monaco et leurs relations avec les Ducs de Savoie, suivis des Statuts de Menton, *Roma-Torino-Firenze 1885
- (FR)  Cartulaire de l'ancienne cathédrale de Nice, Torino 1888
- (FR)  Le XIe siècle dans les Alpes maritimes: études gealogiques, in Mem. della Regia Accademia delle scienze di Torino, s. 2, XXXIX (1889), 2, pp. 285–392
- (FR)  Le fief de Chateauneuf dans les Alpes maritimes du XIè au XVe siècle: étude féodale et généalogique, in Miscell. di storia italiana, XXIX (1892), pp. 393–534
- Gli statuti della gabella di Nizza sotto i conti di Provenza, Torino, Fratelli Bocca, 1894.
- Due volumi manoscritti di genealogie di famiglie provenzali, nizzarde e piemontesi, rimasti inediti; di cui si servì A. Manno, nella raccolta di genealogie Il patriziato subalpino.
- (FR)  La ville de Nice pendant le premier siècle de la domination des princes de Savoie: documents inédits, vue et plan du cháteau, Torino 1898. Per la vastità della ricerca archivistica e per la complessità del quadro storico delineato fu il suo lavoro più impegnativo.
- Storia del reggimento di Susa e suo ingresso a Nizza in avanguardia austriaca sotto il comando del conte Cais di Pierlas alli 11 maggio 1800, Torino 1900.
- (FR)  Chartrier de l'abbaye de Saint-Pons au Diocèse de Nice, Monaco 1900 (pubblicato postumo).